# Amberscript
Amberscript és una empresa de programari SaaS amb seu a Amsterdam, Països Baixos. La tecnologia d'Amberscript permet convertir fitxers d'àudio o vídeo a subtítols o text. La seu de l'empresa es troba a Amsterdam i una oficina satèl·lit a Berlín, Alemanya.

## Història
L'empresa va ser fundada el desembre de 2017 a Amsterdam per Peter Paul de Leeuw, Thomas Dieste i Timo Behrens. El primer producte va ser una conversió de veu a text en holandès, una eina en línia que converteix l'àudio en un fitxer de text editable. A finals de 2018, l'empresa va posar a disposició dels serveis de transcripció manual i subtitulació.
L'any 2019, l'empresa va introduir un motor de reconeixement de veu, que es va fer específicament per als debats polítics als municipis i parlaments.
El setembre de 2021, la companyia va llançar una aplicació per a iOS i Android que transcriu entrevistes en persona, notes de veu, conferències i enregistraments telefònics a text.

## Producte i serveis
Amberscript transforma l'àudio i el vídeo en text i subtítols. L'empresa té quatre serveis: transcripció automàtica, transcripció manual, subtítols automàtics i subtítols manuals. Tot i que el servei automàtic està totalment alimentat per IA, el servei manual utilitza humans per perfeccionar el vostre text i subtítols.